# پل-ژوزه ام‌پوکو
پل-ژوزه ام‌پوکو (انگلیسی: Paul-José M'Poku؛ زادهٔ ۱۹ آوریل ۱۹۹۲) بازیکن فوتبال اهل بلژیک است.
از باشگاه‌هایی که در آن بازی کرده‌است می‌توان به باشگاه فوتبال کیه‌وو ورونا، باشگاه فوتبال تاتنهام هاتسپر، باشگاه فوتبال استاندارد لیژ، باشگاه فوتبال کالیاری، و باشگاه فوتبال لیتون اورینت استقلال تهران اشاره کرد.
وی همچنین در تیم‌های ملی فوتبال زیر ۱۷ سال بلژیک، زیر ۲۱ سال بلژیک، و تیم ملی فوتبال جمهوری کنگو بازی کرده‌است.